# 御旅屋門

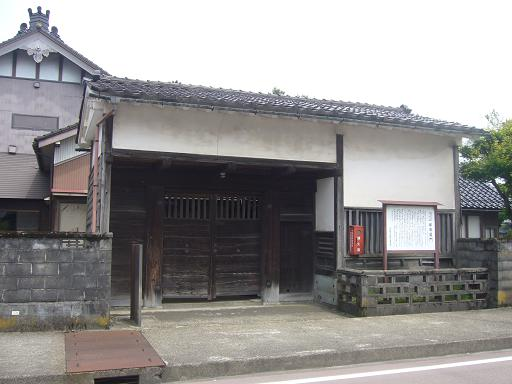
御旅屋門（2007年、永安寺）

御旅屋門（おたやもん）は、富山県高岡市戸出町にある門。かつての戸出御旅屋の正門であり、唯一現存する御旅屋の建物である。

## 概要
加賀藩が1642年（寛永19年）に建造した戸出御旅屋の建物の一部は1958年（昭和33年）まで本町（現在の戸出町三丁目）に残っていた。御旅屋門はその正門として上使街道沿いの場所に建っていた。
1958年（昭和33年）、建物のほとんどは老朽化が激しかったため壊されたが、門だけは町の有志が買い取り、江戸時代の建物の所有者であった戸出町開祖・川合家の菩提寺である永安寺の敷地へ人力で二晩を掛けて移された。
永安寺に移築された御旅屋門は、棟高5.4m、間口7.8m、奥行3.6m。明治時代以降、間口が狭められるなどの部分的な手直しはされているが、ほとんど建築時の形態を保っており、高岡市指定文化財（建造物）に指定された。
2013年（平成25年）、高岡市戸出コミュニティセンターに移築・修復され、建築時の形態に復元された。復元された御旅屋門は、高さ5.1m、幅10.8m、奥行き3.7m。